# Caravaggio (schilder)
Caravaggio, voluit Michelangelo Merisi da Caravaggio (Milaan, 29 september 1571 - Porto Ercole, tegenwoordige gemeente Monte Argentario, 18 juli 1610), was een Italiaans kunstschilder die leefde in de periode van de barok.

## Biografie
Michelangelo Merisi werd geboren in het Noord-Italiaanse plaatsje Caravaggio dicht bij Bergamo. Op 30 september 1571, daags na zijn geboorte, is zijn naam in het doopboek van de Milanese parochie van Santo Stefano in Brolo bijgeschreven. Zijn vader Fermo Merixio en moeder Lutia de Oratoribus lieten daar hun zoontje Michelangelo dopen.
Op elfjarige leeftijd werd hij wees en ging hij in Milaan in de leer bij de kunstschilder Simone Peterzano.
In 1593 vertrok Caravaggio naar Rome waar hij de maniëristische kunstschilder Giuseppe Cesari ging assisteren. Caravaggio mocht als leerling van Cesari voornamelijk fruit en bloemen tekenen en begon zijn carrière als schilder van stillevens.
Hij trok echter vrij snel de aandacht van belangrijke opdrachtgevers, zoals kardinaal Francesco Maria Del Monte voor wie hij niet alleen religieuze werken maakte, maar ook zeer sensuele Bacchusfiguren. De kracht en de emotionaliteit van zijn werk, waarin hij afstand nam van het al te verfijnde en gezochte maniërisme, maakten hem tot een van de meest invloedrijke kunstenaars van zijn tijd.
Caravaggio maakte furore in Rome. Zijn voornaamste opdrachten waren de decoratie van de Contarelli-kapel in de San Luigi dei Francesi, waarvoor hij in 1599-1600 Het martelaarschap van Matteüs en De roeping van Matteüs schilderde, en de decoratie van de Cerasi-kapel in de Santa Maria del Popolo, waarvoor hij in 1601 De bekering van Paulus en De kruisiging van Petrus schilderde. Deze werken zijn nog op hun oorspronkelijke plaats te bewonderen.
Caravaggio's korte leven was een aaneenschakeling van schandalen: hij was een heethoofd met neiging tot zelfdestructie en hij kwam in Rome voortdurend in aanvaring met justitie. Uiteindelijk vluchtte hij in 1606 Rome uit, nadat hij zijn tegenstander in een zwaardgevecht had gedood ter verdediging van een vrouw.
Na een verblijf in Napels kwam hij in Malta terecht, waar hij hospitaalridder bij de Maltezer orde werd. Hij schilderde er een monumentaal werk over de moord op Johannes de Doper. Maar ook in Malta belandde hij in de gevangenis, omdat hij een hospitaalridder had uitgescholden en vernederd. Hij ontsnapte en vluchtte naar Sicilië, waar hij een jaar doorbracht.
Ten slotte stierf hij op weg naar Rome, waarschijnlijk aan malaria of een griepvirus, totaal berooid en op het ogenblik dat de kwijtschelding van zijn straf voor doodslag hem nog moest bereiken. Karel van Mander schreef over deze excentrieke figuur:
"Hij bewoog zich met veel tamtam, zijn degen op de heup en een knecht achter zich, van de ene kaatsbaan naar de andere, altijd klaar voor een gevecht of een ruzie, waardoor het bijzonder lastig was om met hem om te gaan".

## Schilderstijl en invloed
Caravaggio schilderde in een periode dat in Italië de barok domineerde. Caravaggio's stijl week echter op een belangrijk onderdeel af: zijn voorstellingen waren veel naturalistischer dan die van de barokke kunst, waarin idealisering domineerde. Caravaggio schilderde heiligen met rimpels, gescheurde kleren en zwarte nagelriemen (Ongelovige Thomas). En gebruikte hiervoor letterlijk modellen 'van de straat'. In dat opzicht was zijn werk destijds uniek. Zijn doel was echter niet veel anders dan dat van de andere katholieke barokschilders. Ook hij wilde de gelovige verleiden tot het katholieke geloof, maar dan vooral door de heiligen menselijker te maken en daardoor dichterbij te brengen.
Een tweede belangrijk aspect dat nieuw was aan zijn werk was het nadrukkelijke gebruik van het clair-obscur, het dramatische licht-donker contrast, dat zijn figuren in theatrale lichtbundels laat opdoemen tegen een duistere achtergrond. Wie echter zijn werk vergelijkt met dat van sommige van zijn tijdgenoten, zoals Annibale Carracci (1560-1609), ziet dat voor Caravaggio het drama schee in de voorstelling het belangrijkste thema is. Bij hem wordt bovendien de pathetiek geloofwaardig gemaakt door een hoge graad aan realisme. Caravaggio werkte met levende modellen in een verduisterde ruimte. Ook maakte hij gebruik van ondertekeningen. Hij signeerde zijn werk niet, alleen het enorme doek De onthoofding van Johannes de Doper is gesigneerd. 
Caravaggio had een enorme invloed op de kunstenaarsgeneratie na hem in heel Europa. Men spreekt in dit verband dan ook van het caravaggisme. Zijn eerste navolgelingen in Italië waren Orazio Gentileschi en Bartolommeo Manfredi. Zij hielpen mee de nieuwe schilderstijl te verbreiden.
Rembrandt van Rijn is in de techniek van clair-obscur een bijzonder succesvol navolger geweest. Rembrandt kwam met de werken van Caravaggio in aanraking door de Utrechtse Caravaggisten: Gerard van Honthorst, Hendrik ter Brugghen, Jan van Bijlert en Dirck van Baburen, die in Rome de kunst van Caravaggio hadden leren kennen. Caravaggio was een man met manieren en eigenschappen en (soms onbewust) invloedrijke technieken. Veel schilders gebruiken het caravaggisme nog altijd.

## Ontdekking lichaamsresten
Italiaanse wetenschappers gaven in juni 2010 aan dat ze mogelijk lichaamsresten gevonden hadden van Caravaggio in een massagraf in de Toscaanse badplaats Porto Ercole. Verder onderzoek leverde op dat de aangetroffen botten een hoge graad lood bevatten, dat voorkwam in de verf die hij gebruikte. Levende testpersonen met de achternamen Merisi en Merisio bleken in elf van de zeventien gevallen hetzelfde Y-chromosoom te hebben als de gevonden overblijfselen. Uit testen bleek dat de persoon tot wie de botten behoorden overleden was aan bloedvergiftiging (Staphylococcus aureus sepsis). Volgens overlevering was dat een van Caravaggio's mogelijke doodsoorzaken. Op basis daarvan meenden de wetenschappers dat met redelijke zekerheid kan worden aangenomen dat de overblijfselen afkomstig zijn van Caravaggio.

## Verdere invloed
In de loop der tijd heeft de grillige levensloop van Caravaggio voor talloze andere kunstenaars tot een grote bron van inspiratie geleid. In 2018 maakte regisseur Jesus Lambert nog de bekroonde documentaire Caravaggio: The soul and the blood. In de zomer van 2020 stond Caravaggio centraal in een tentoonstelling in het Rijksmuseum. De tentoonstelling vertelde het verhaal over het enorme artistieke élan in Rome en de radicale vernieuwingen in de kunst, ruwweg tussen 1600 en 1640.

## Galerij

Avondmaal in Emmaüs, 1601, National Gallery of Art, Londen
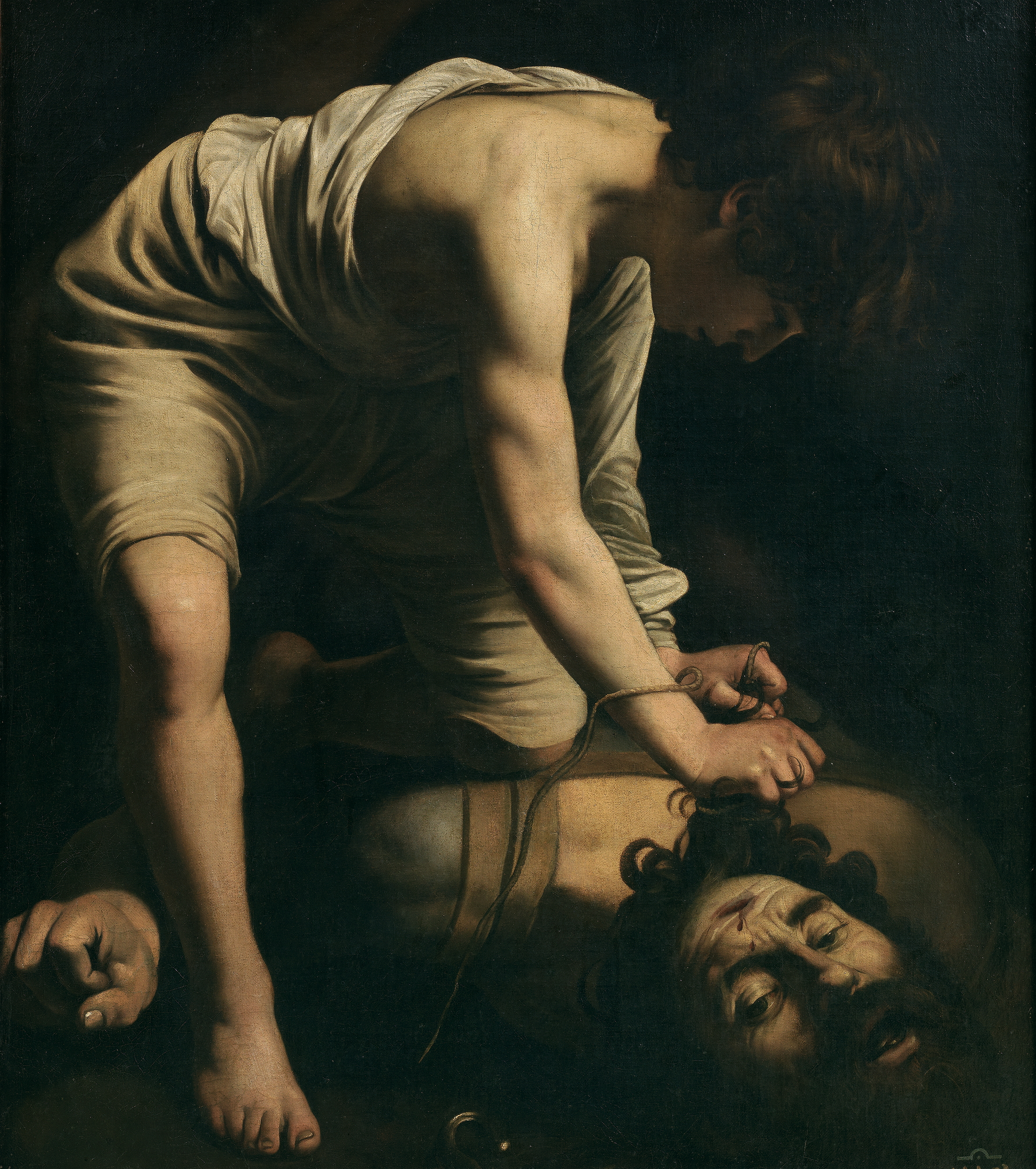
David en Goliat, 1600, Museo del Prado, Madrid
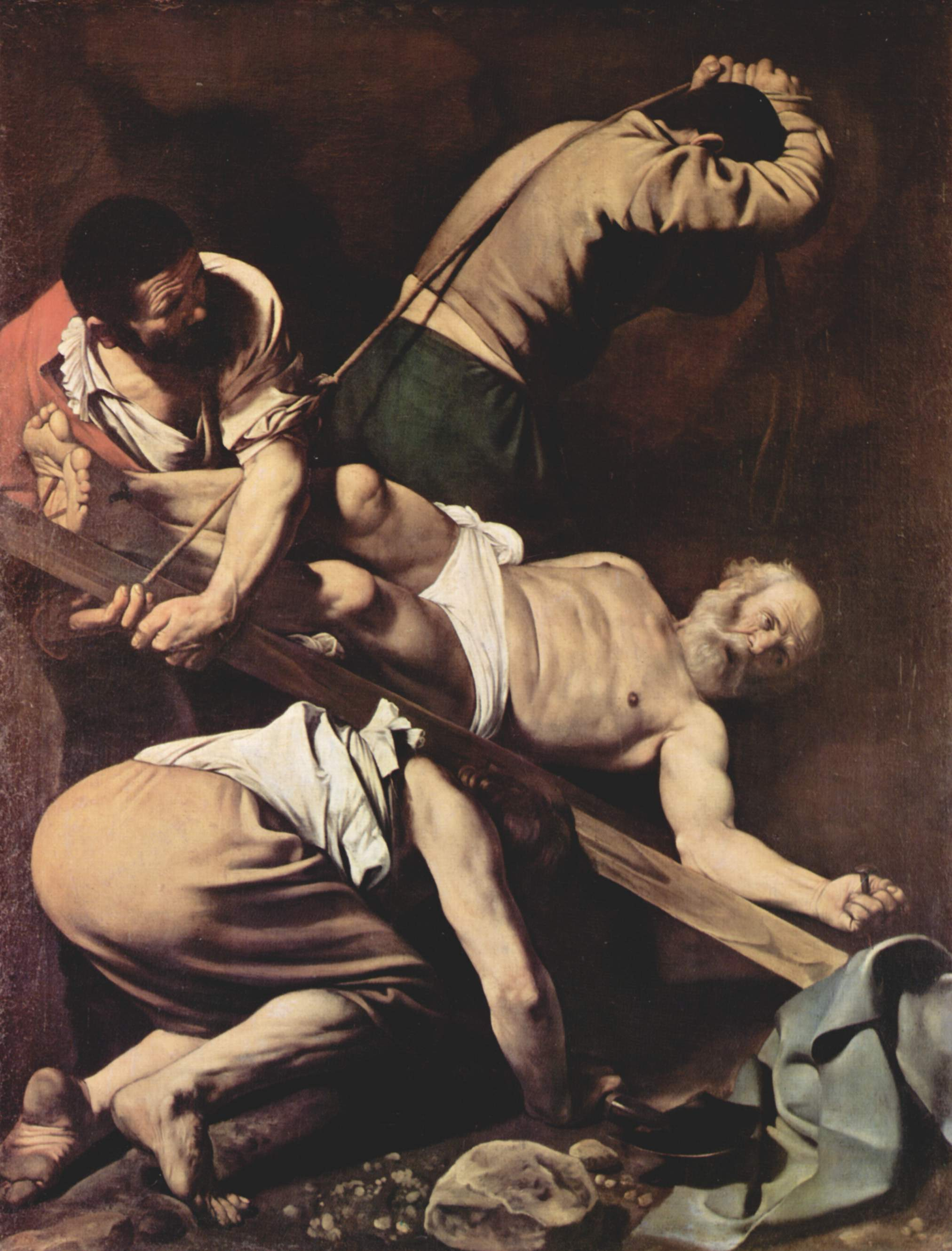
De kruisiging van Petrus, 1600, Santa Maria del Popolo, Rome
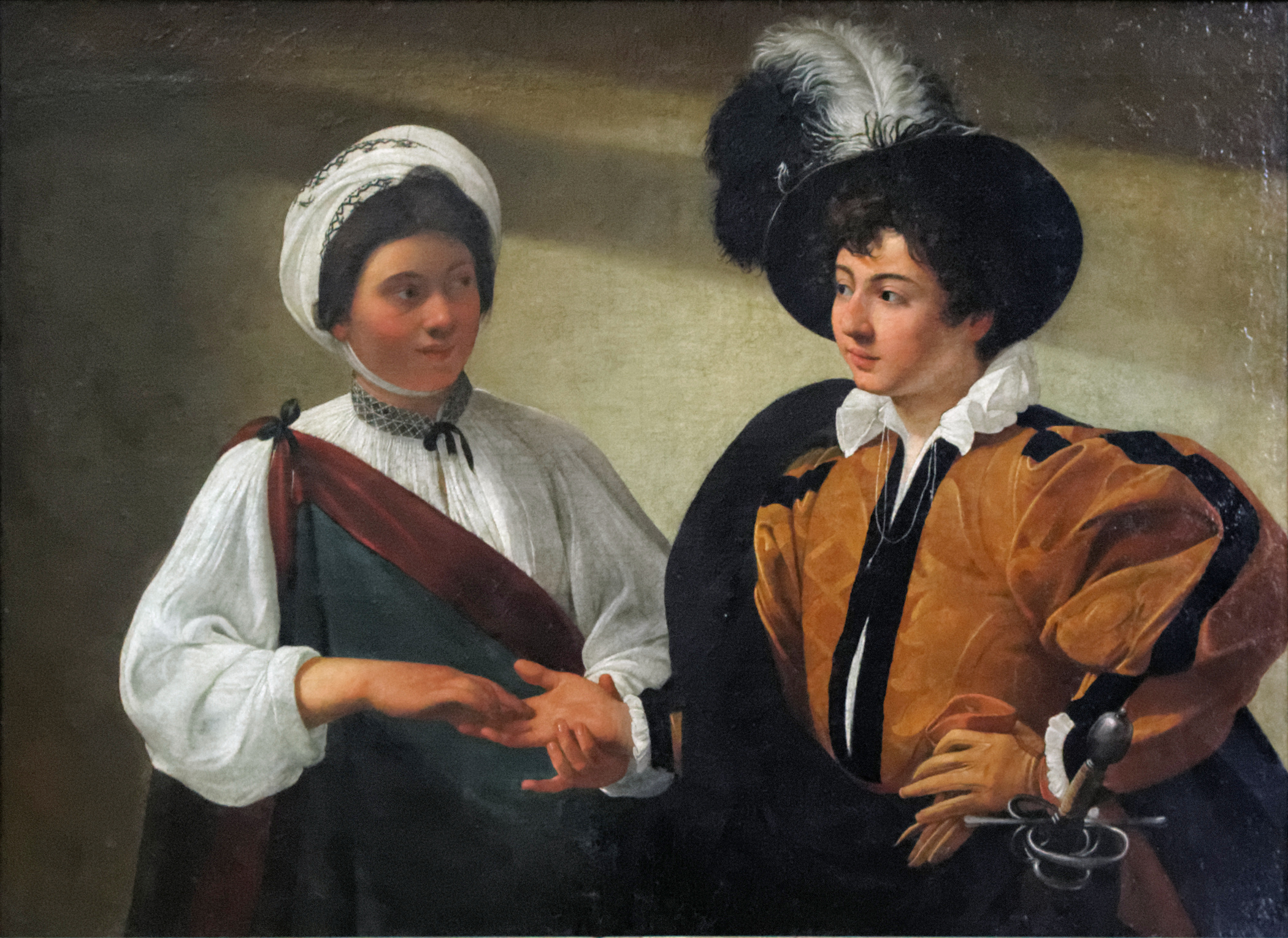
De waarzegster, 1595, Louvre, Parijs
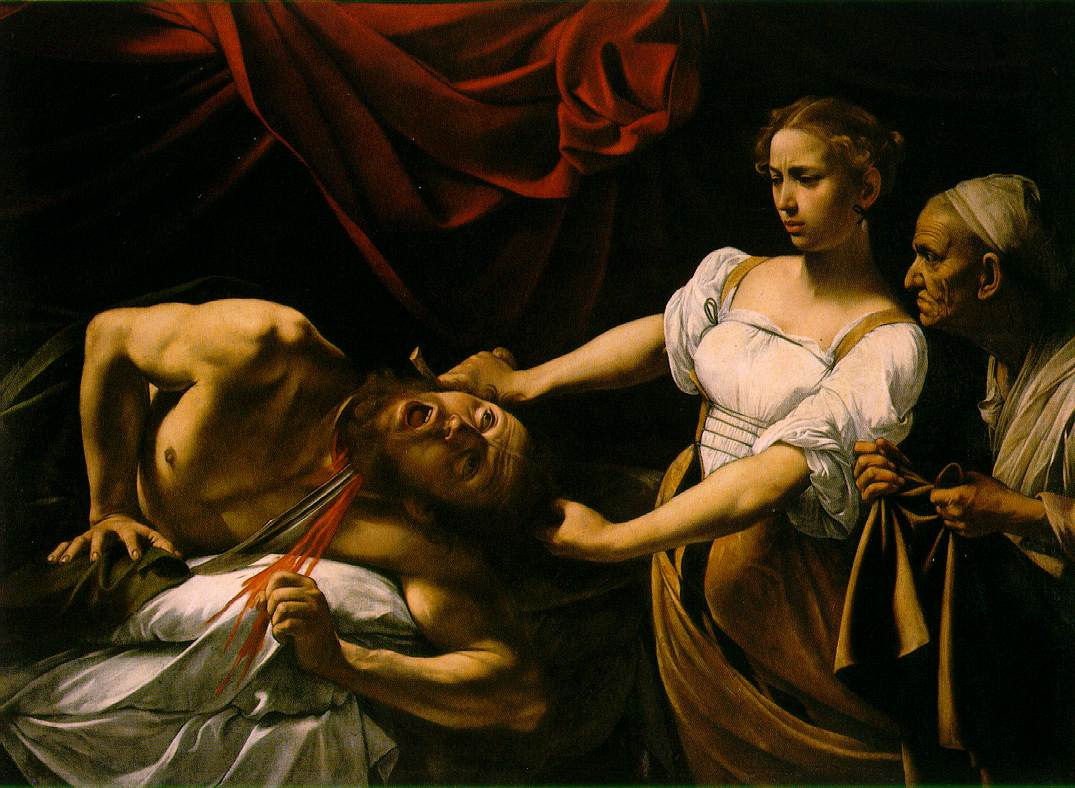
Judith onthoofdt Holofernes, 1596, Galleria Nazionale d'Arte Antica, Rome
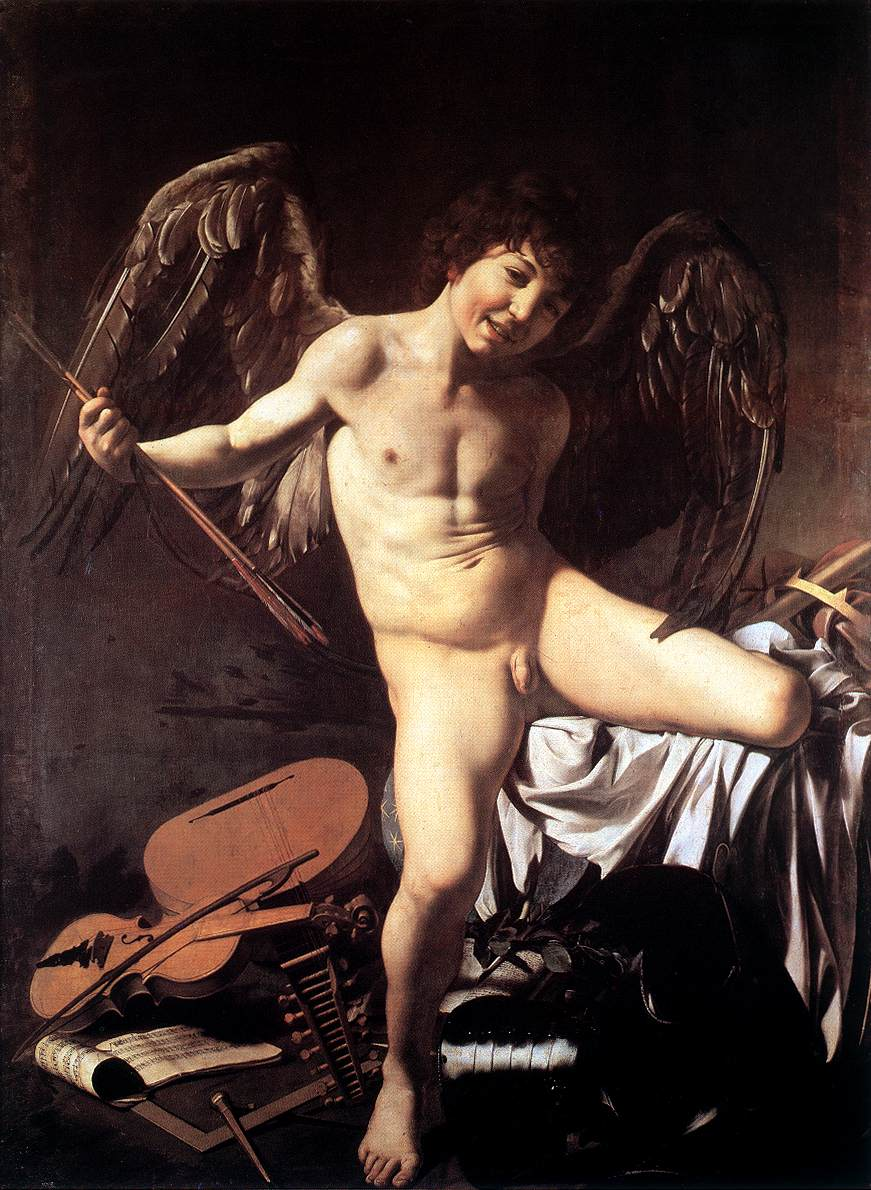
Amor vincit omnia (Liefde overwint alles), 1602-1603 doek, 156x113 cm; Gemäldegalerie, Berlijn
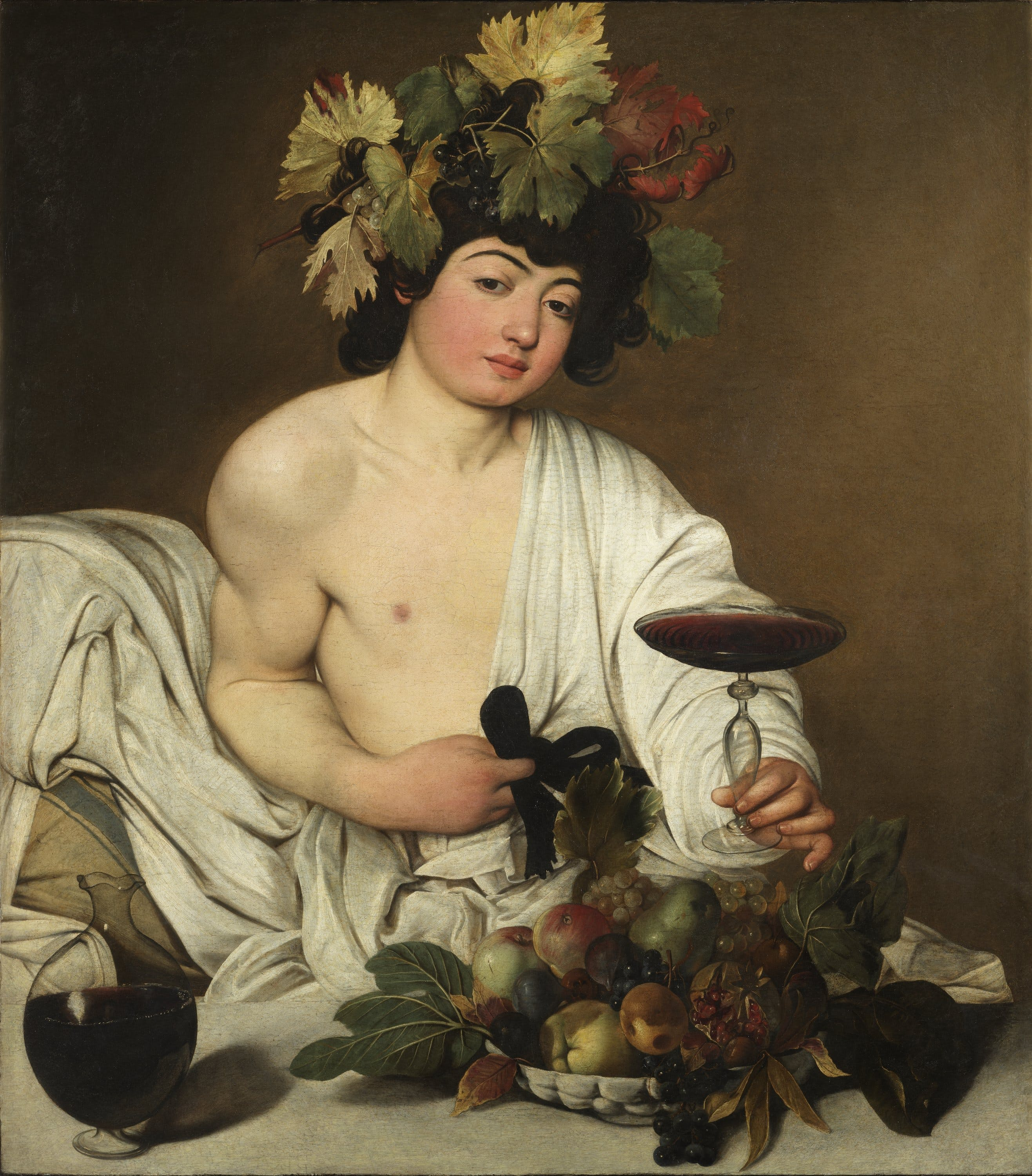
Bacchus, 1598, Uffizi, Florence
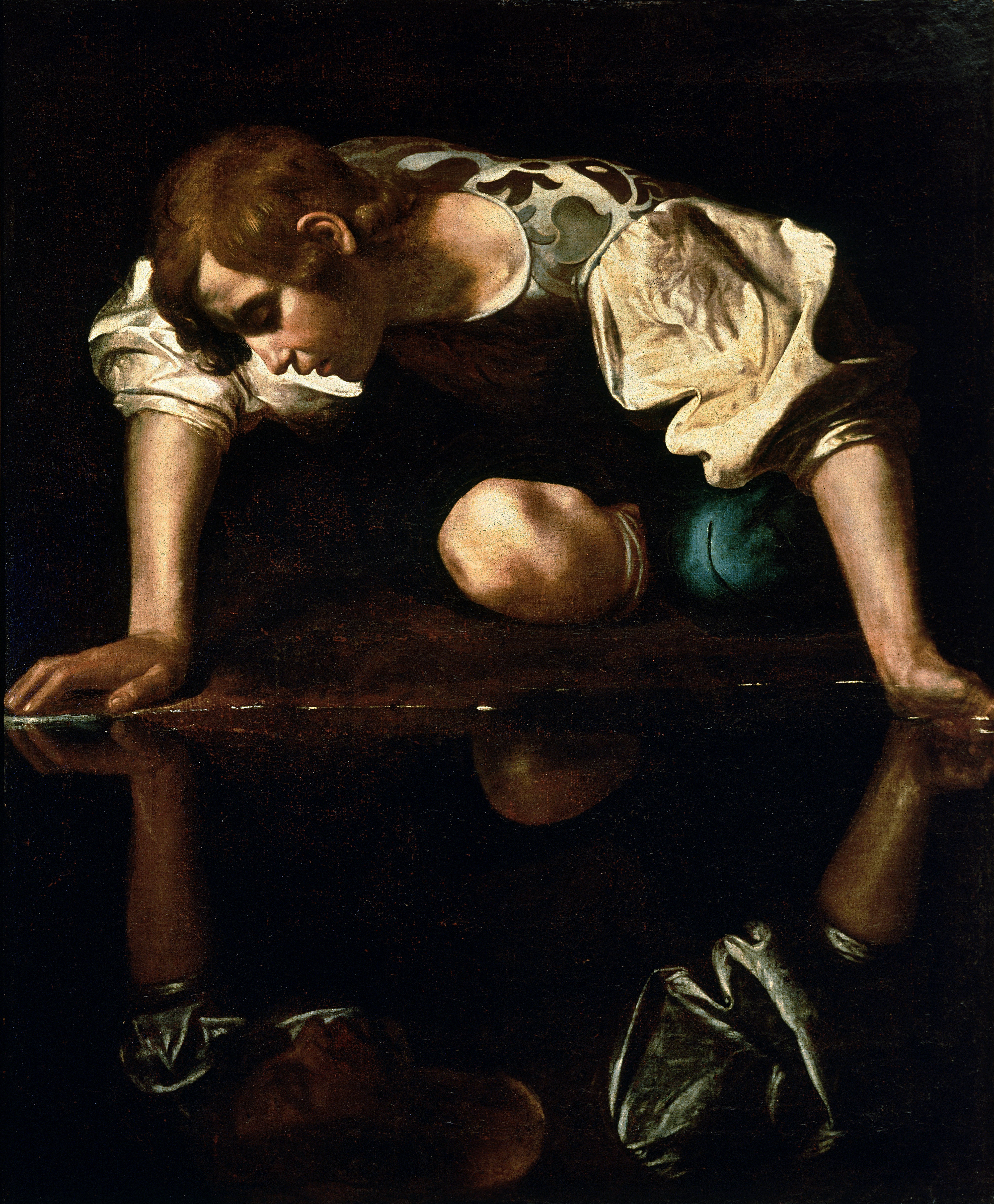
Narcissus, 1604, Galleria Nazionale d'Arte Antica, Rome
Madonna van Loreto, 1603, Sant'Agostino, Rome
Ongelovige Tomas, 1602, Bildergalerie, Potsdam
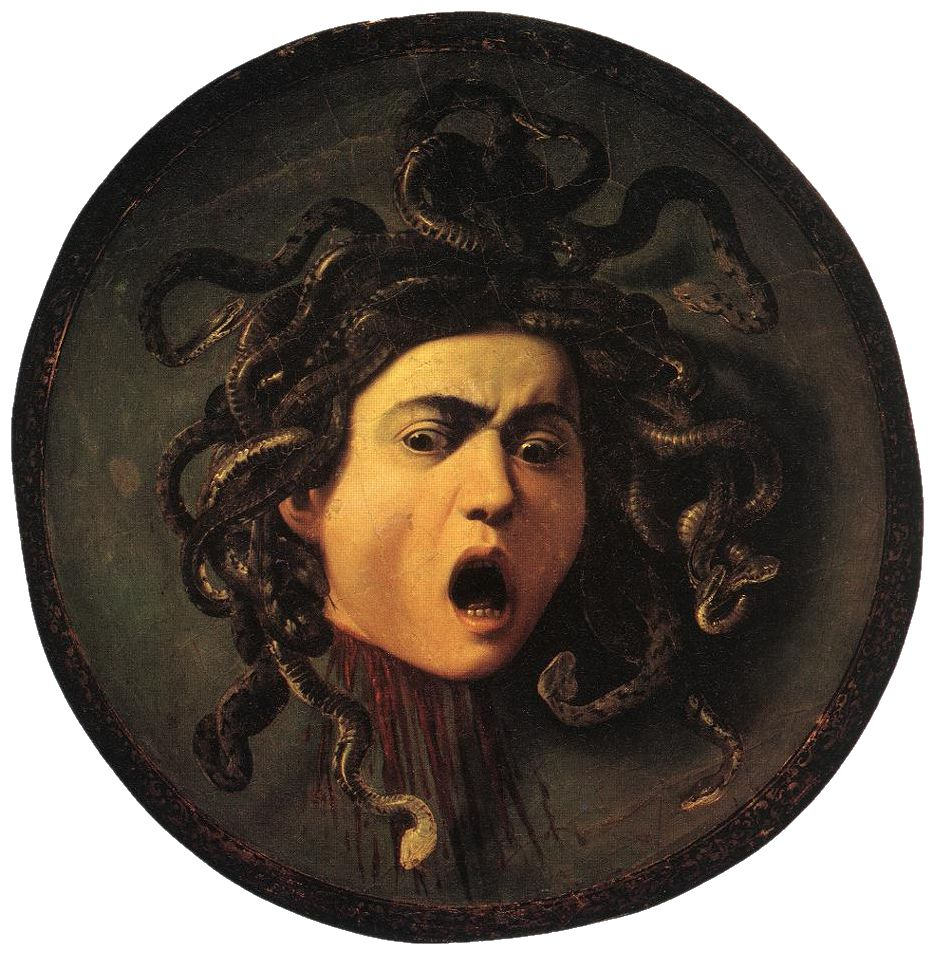
Hoofd van Medusa, 1595, Uffizi, Florence
Aanbidding der herders, 1609, Museo Regionale, Messina

## Bekende werken
- Jongen met fruitmand (ca. 1593-94), Rome, Galleria Borghese
- De zieke Bacchus (1594), Rome, Galleria Borghese
- Bacchus (ca. 1596-97), Florence, Galleria degli Uffizi
- Zegevierende Cupido of Amor vincit omnia (ca. 1602-03), Berlijn, Gemäldegalerie
- Het concert (ca. 1595-96), New York, Metropolitan Museum of Art
- Een jongen gebeten door een hagedis (1595-1600)
- De waarzegster (ca. 1596-97), Parijs, Musée du Louvre
- Medusa (ca. 1597), Florence, Galleria degli Uffizi
- Narcissus (1597-1599), Galleria Nazionale d'Arte Antica
- Catharina van Alexandrië (ca. 1598), Madrid, Museo Thyssen-Bornemisza
- Judith onthoofdt Holofernes (1599), Rome, Palazzo Barberini
- De roeping van Matteüs (1599-1600), Rome, San Luigi dei Francesi
- Het martelaarschap van Matteüs (1599-1600), Rome, San Luigi dei Francesi
- Avondmaal in Emmaüs (1601), Londen, National Gallery
- De bekering van Paulus (1601), Rome, Santa Maria del Popolo
- De kruisiging van Petrus (1601), Rome, Santa Maria del Popolo
- Amor vincit omnia (1601-1602), Berlijn, Gemäldegalerie[2]
- Johannes de Doper (1602), Capitolijnse Musea, Rome
- Matteüs en de engel (1602), Rome, San Luigi dei Francesi
- Ongelovige Thomas (ca. 1602-1603), Potsdam, Stiftung Schlösser und Garten, Sanssouci
- De graflegging (1602-03), Vaticaanstad, Vaticaanse musea
- Het offer van Isaak (1603), Florence, Galleria degli Uffizi
- Madonna di Loreto (1604-05), Rome, Sant'Agostino
- Madonna van de palfreniers (1605-06), Rome, Galleria Borghese
- De schrijvende Hiëronymus (ca. 1606), Rome, Galleria Borghese
- De dood van Maria (ca. 1606), Parijs, Musée du Louvre
- Avondmaal in Emmaüs (1606), Milaan, Pinacoteca di Brera
- De zeven werken van barmhartigheid (1606), Napels, Pio Monte della Misericordia
- Rozenkransmadonna (ca. 1604-05), Wenen, Kunsthistorisches Museum
- De geseling van Christus (1607), Napels, Museo di Capodimonte
- De onthoofding van Johannes de Doper (1608), Valletta, Johanneskathedraal
- De begrafenis van de heilige Lucia (1608), Syracuse, Santa Lucia alla Badia
- Geboorte van Christus met de heiligen Laurentius en Franciscus van Assisi (1609), gestolen in Palermo
- Johannes de Doper (ca. 1609-10), Rome, Galleria Borghese
- David met het hoofd van Goliath (ca. 1609-10), Rome, Galleria Borghese

## Trivia
- In december 2009 werd bekend (uit uitgelekte verslagen van het verhoor van de maffia-spijtoptant Gaspare Spatuzza) dat het schilderij Geboorte van Christus met de heiligen Laurentius en Franciscus van Assisi van Caravaggio, dat meer dan veertig jaar geleden werd gestolen, niet meer bestaat. Het doek was opgeslagen in een stal, waar het werd aangevreten door muizen en varkens; daarna zijn de resten verbrand.[3][4]
- Het Rembrandthuis in Amsterdam presenteert een vrijwel onbekend werk van Caravaggio: De Liggende Johannes de Doper. Dit werk wordt door verschillende experts beschouwd als het laatste werk van de Italiaanse meester (1610).[5]
- Het Rijksmuseum Amsterdam en het Van Gogh Museum in Amsterdam brachten van 24 februari tot en met 18 juni 2006 de kunstschilders Rembrandt en Caravaggio samen in een tentoonstelling Rembrandt & Caravaggio, Meesters van het Licht met vijfentwintig monumentale werken die een inzicht moesten geven in de verwantschappen tussen de twee meesters. Vele topstukken uit het buitenland, waaronder De Emmaüsgangers (Londen), Amor vincit omnia (Berlijn) en Het offer van Isaak (Florence) kwamen hiervoor naar Nederland.[6]
- In het Centraal Museum in Utrecht vond van 16 december 2018 tot en met 24 maart 2019 de tentoonstelling Utrecht, Caravaggio en Europa plaats, waarbij werk van Utrechtse caravaggisten samengebracht werden met dat van Europese collega's, waaronder Caravaggio. Van 23 april 2019 tot en met 21 juli 2019 was deze tentoonstelling te zien in de Alte Pinakothek te München. Topstukken waren Caravaggio's De graflegging en Medusa.[7][8]
- In het Rijksmuseum Amsterdam vond van 14 februari t/m 13 september 2020 de tentoonstelling Caravaggio-Bernini. Barok in Rome plaats.[9] Deze tentoonstelling kwam tot stand in samenwerking met het Kunsthistorisches Museum in Wenen, waar de tentoonstelling te zien was van 15 oktober 2019 tot en met 19 januari 2020.[10] Respectievelijk zes en elf werken van Caravaggio waren hierin te zien in Amsterdam en Wenen. In Amsterdam waren Maffeo Barberini (1568-1644) (1596-1597), Narcissus (ca. 1600), De doornenkroning (ca. 1603), Johannes de Doper in de woestijn (ca. 1603-1606), St.-Franciscus van Assisië mediterend (ca. 1605-1606), ,  en Fra Antonio Martelli (1534-1618) (1607-1608) te zien; in Wenen ook de werken De extase van Sint-Franciscus van Assisië (1595-1596), Een jongen gebeten door een hagedis (ca. 1597-1598), David met het hoofd van Goliath (ca. 1600-1601), Rozenkransmadonna (ca. 1601-1603) en Johannes de Doper (ca. 1602).[10]
- De 2euro herdenkingsmunt van San Marino uit 2021 staat in het teken van de 450ste geboortedag van Caravaggio
- Verschillende landen gaven een 2 euro herdenkingsmunt uit in 2021, onder andere het Vaticaan, Italië & San Marino (https://www.herdenkingsmunten.be/catalogsearch/result/?q=Caravaggio)

- Bibsys: 90207401
- Biblioteca Nacional de España: XX848953
- Bibliothèque nationale de France: cb119585157 (data)
- Catàleg d'autoritats de noms i títols de Catalunya: 981058511690306706
- CiNii: DA01615543
- Digitale Bibliotheek voor de Nederlandse Letteren: cara009
- Gemeinsame Normdatei: 118519034
- International Standard Name Identifier: 0000 0001 2102 8836
- KulturNav: 8557a6dc-b59f-4cb2-b378-3defd369bcfd
- Library of Congress Control Number: n50000558
- Nationale Bibliotheek van Letland: 000167638
- MusicBrainz: 3ce7224d-b51b-4eee-b76a-f9ed6cf5bc4e
- Bibliotheek van het Japanse parlement: 00435254
- Nationale Bibliotheek van Tsjechië: jn20000700277
- Nationale bibliotheek van Australië: 35025773
- Nationale Bibliotheek van Israël: 987007259588105171
- Nationale Bibliotheek van Polen: a0000001185855
- Nationale en Universitaire bibliotheek Zagreb: 000109191
- Nederlandse Thesaurus van Auteursnamen: 069701954
- RKD-Nederlands Instituut voor Kunstgeschiedenis: 15262
- Istituto Centrale per il Catalogo Unico: RAVV009485
- LIBRIS: 182738
- SNAC: w6pv6m1t
- Système universitaire de documentation: 027574105
- Museum of New Zealand Te Papa Tongarewa: 32119
- Trove: 799437
- Union List of Artist Names: 500115312
- Virtual International Authority File: 87679282
- WorldCat: E39PBJxcTqX9crMc8vXyxB7T73

De zieke Bacchus (ca. 1594) · Jongen met een fruitmand (ca. 1593-95) · Een jongen gebeten door een hagedis (1595-96) · Medusa Murtola (ca. 1595) · Bacchus (ca. 1596) · Medusa (ca. 1597) · Judith onthoofdt Holofernes (1598-99) · Narcissus (1598-99) · De roeping van Matteüs (1599-1600) · Het martelaarschap van Matteüs (1600) · Avondmaal in Emmaüs (versie in Londen) (1601-02) · Amor vincit omnia (1601-02) · Johannes de Doper (versie in de Capitolijnse Musea) (1602) · Matteüs en de engel (1602) · De gevangenneming van Christus (ca. 1602) · De Graflegging (ca. 1603–1604) · Rozenkransmadonna (ca. 1604–1605) · Madonna di Loreto (1604-06) · Madonna van de palfreniers (1605-06) · De heilige Hiëronymus (1605-06) · Avondmaal in Emmaüs (versie in Milaan) (1606) · Zeven werken van barmhartigheid (1607) · De onthoofding van Johannes de Doper (1608) · De begrafenis van de heilige Lucia (1608) · De aankondiging (1608-1610) · Geboorte van Christus met de heiligen Laurentius en Franciscus van Assisi (1609) · Aanbidding der herders (1609) · David met het hoofd van Goliath (versie in Rome) (1609-10)